# Накаяма, Эйко
Эйко Накаяма (яп. 中山 英子; 28 сентября 1970, Мацумото) — японская скелетонистка, выступающая за сборную Японии с 1999 года. Участница двух зимних Олимпийских игр, многократная призёрша национального первенства.

## Биография
Эйко Накаяма родилась 28 сентября 1970 года в городе Мацумото, префектура Нагано. После школы поступила в Университет Васэда, где изучала общественные науки. Активно заниматься скелетоном начала в 1999 году в возрасте двадцати девяти лет, вскоре прошла отбор в национальную сборную и стала принимать участие в различных международных стартах, показывая довольно неплохие результаты. В ноябре 2000 года дебютировала на европейском кубке, приехав шестой на трассе австрийского Иглса, чуть позже в декабре впервые поучаствовала в заездах взрослого Кубка мира, на дебютном этапе в немецком Винтерберге заняла двадцать второе место. Практически всегда попадала в двадцатку сильнейших, благодаря чему удостоилась права защищать честь страны на зимних Олимпийских играх 2002 года в Солт-Лейк-Сити, где сумела добраться лишь до предпоследней двенадцатой позиции, опередив лишь отставшую на четыре секунды представительницу Греции.
Дальнейшие результаты Накаямы постепенно пошли вверх, так, на этапе Кубка мира в американском Лейк-Плэсиде она, приехав девятой, впервые вошла в первую десятку, а на этапе в швейцарском Санкт-Морице вообще пришла к финишу пятой, немного не дотянув до призовых мест. На домашнем чемпионате мира 2003 года в Нагано была двенадцатой. По итогам сезона 2004/05 разместилась в мировом рейтинге сильнейших скелетонисток на четырнадцатой строке, ещё через год — на восемнадцатой. На мировых первенствах в немецком Кёнигсзее и канадском Калгари занимала одиннадцатое и пятнадцатое места соответственно. Без проблем прошла квалификацию на Олимпиаду 2006 года в Турин и планировала побороться там с лидерами мирового зачёта, однако по окончании всех заездов оказалась на предпоследней четырнадцатой позиции, уступив победительнице более четырёх секунд.
После череды неудач карьера Накаямы пошла на спад, тем не менее, она неизменно продолжала принимать участие во всех крупных турнирах, в том числе и в Кубке мира, где по итогам сезона 2006/07 разместилась на двадцать третьей строке. На чемпионате мира 2008 года в немецком Альтенберге закрыла первую двадцатку, провела несколько заездов в зачёт Кубка Америки, а в мировом рейтинге скелетонисток обосновалась на девятнадцатой позиции. В сезоне 2009/10 ей удалось подняться в кубковом зачёте до семнадцатой строки, хотя этот результат всё равно не позволил ей принять участие в ванкуверских Олимпийских играх. Эйко Накаяма, несмотря на солидный возраст, до сих пор остаётся профессиональной спортсменкой и ездит на различные международные соревнования по скелетону, претендует на Межконтинентальный кубок, а также кубки Америки и Европы.